# Wondo Genet
Wondo Genet är ett distrikt i Etiopien.   Det ligger i regionen Sidama, i den centrala delen av landet, 220 km söder om huvudstaden Addis Abeba. Antalet invånare är 5 792.